# روبرت دبليو. كوبلاند
روبرت دبليو. كوبلاند (بالإنجليزية: Robert W. Copeland)‏ هو ضابط ومحامي أمريكي، ولد في 9 سبتمبر 1910 في تاكوما في الولايات المتحدة، وتوفي في 25 أغسطس 1973.